# Букштынович, Михаил Фомич
Михаил Фомич Букштынович (6 сентября 1892 года, дер. Жомойдзи, Виленская губерния, Российская империя, ныне Вильнюсский район, Литва — 28 июня 1950 года, Москва) — советский военный деятель, генерал-лейтенант (1945 год).

## Начальная биография
Михаил Фомич Букштынович родился 6 сентября 1892 году в деревне Жомойдзи ныне Вильнюсского района Литвы.
В 1912 году успешно окончил Виленское коммерческое училище. Работал агентом службы движения в управлении железных дорог в Вильно, а затем в управлении Александровской железной дороги в Москве.

## Военная служба

### Первая мировая и гражданская войны
В августе 1915 года был призван в ряды Русской императорской армии. Служил рядовым в 5-м Сибирском стрелковом полку. В декабре 1915 года направлен в Ташкентскую школу прапорщиков, окончил которую в октябре 1916 года. С ноября М. Ф. Букштынович принимал участие в боевых действиях на Юго-Западном фронте Первой мировой войны, находясь на должности помощника командира сотни 3-го Рижского пограничного полка. Дослужился до чина подпоручика, в 1917 году стал командиром роты.
В ноябре 1917 года вступил в Красную гвардию, после чего был назначен на должность командира Костромского красногвардейского отряда. В июле 1918 года был призван в ряды РККА и назначен на должность помощника командира, а в январе 1919 года — на должность командира 222-го интернационального полка, в 1920 году — на должность командира отдельной Туркестанской бригады Красных коммунаров, а в 1921 году — на должность коменданта крепости Кушка. Принимал участие в боевых действиях на Западном и Туркестанском фронтах.

### Межвоенное время
С июня 1922 года служил на должностях командира 2-го и 3-го стрелковых полков (1-я стрелковая дивизия, Приволжский военный округ), дислоцированных в Пензе.
В октябре 1923 года был направлен на учёбу в Высшую тактико-стрелковую школу комсостава, после окончания которой в августе 1924 года был назначен на должность помощника начальника Объединённой военной школы имени В. И. Ленина, дислоцированной в Ташкенте, а в августе 1925 года — на должность начальника этой же школы.
В октябре 1926 года направлен на учёбу на Стрелково-тактические курсы «Выстрел», после окончания которых в июле 1927 года был назначен на должность командира 1-го Туркестанского стрелкового полка, дислоцированного в Ашхабаде, в июне 1929 года — на должность командира 5-го Туркестанского стрелкового полка, дислоцированного в Фергане, а в марте 1930 года — на должность начальника 5-го отдела штаба Среднеазиатского военного округа. Во второй половине 20=х годов участвовал в боях по ликвидации последних крупных банд басмачей, в том числе в ликвидации банды Джунаид-хана под Ташаузом.
После окончания Стрелково-тактических курсов «Выстрел» в 1931 году был назначен на должность помощника командира 10-й стрелковой дивизии, затем — на должность заместителя начальника штаба Ленинградского военного округа, а в августе 1935 года — на должность командира 7-го механизированного корпуса, дислоцированного в Петергофе.
В сентябре 1938 года Михаил Фомич Букштынович был арестован органами НКВД и 28 мая 1939 года Военной коллегией Верховного суда СССР был осуждён по ст. 58 § 7, 8, п. 11 к 15 годам ИТЛ с поражением в избирательных правах на 5 лет. Содержался в лагере в г. Марьино (Новосибирская область).

### Великая Отечественная война
31 декабря 1942 года постановлением Президиума Верховного Совета СССР Букштынович досрочно освобождён и восстановлен в кадрах РККА с присвоением воинского звания «полковник» и в январе 1943 года был назначен на должность заместителя командира 357-й стрелковой дивизии, которая принимала участие в наступательных боевых действиях в ходе Великолукской операции, за блестящее руководство войсками дивизии в которой был представлен к ордену Красного Знамени. Этот орден он не получил, но судимость была снята, а награды были возвращены.
В апреле 1943 года был назначен на должность командира 28-й стрелковой дивизии, которая вскоре принимала участие в ходе Невельской наступательной операции и освобождении города Невель, за что дивизии было присвоено почётное наименование «Невельская», а её командир награждён орденом Суворова 2 степени.
21 ноября 1943 года генерал-майор Михаил Фомич Букштынович был назначен на должность командира 100-го стрелкового корпуса, который вскоре участвовал в ходе Ленинградско-Новгородской наступательной операции.
18 февраля 1944 года назначен на должность командира 19-го гвардейского стрелкового корпуса, который принимал участие в боевых действиях в Режицко-Двинской и Мадонской наступательных операциях. За участие в ходе этих операций Букштынович был награждён орденом Кутузова 2 степени.
12 августа 1944 года был назначен на должность начальника штаба 3-й ударной армии, которая вскоре принимала участие в боевых действиях по блокаде группировки войск противника на Курляндском полуострове, а также в ходе Варшавско-Познанской, Восточно-Померанской и Берлинской наступательных операций. За умелое управление войсками армии в этих операциях он был награждён орденами Ленина и Кутузова 1 степени.
3 мая 1945 года Букштынович был представлен к званию Герой Советского Союза, однако награждён орденом Суворова 1 степени.

### Послевоенная карьера

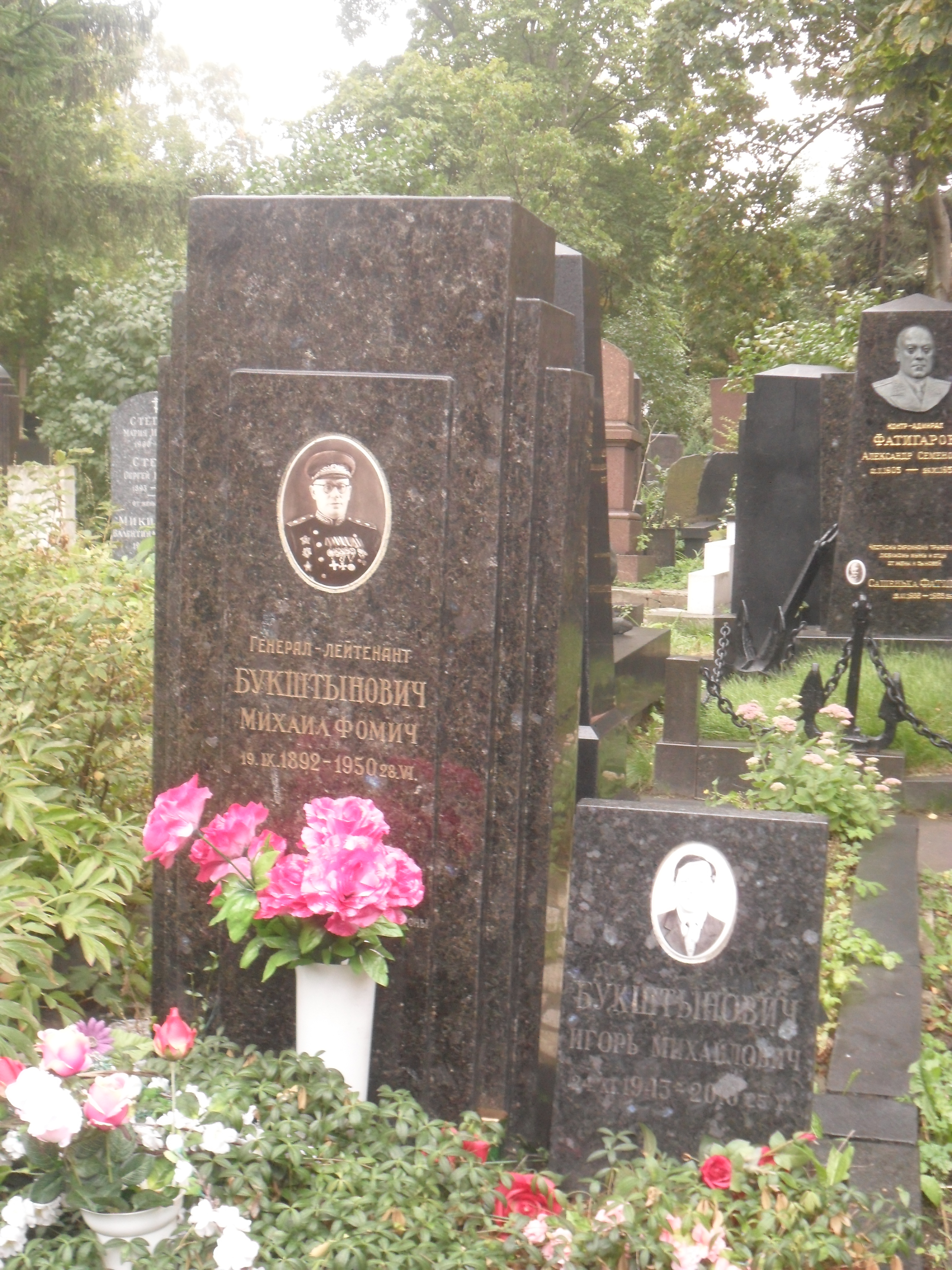
Могила Букштыновича на Новодевичьем кладбище Москвы.

После окончания войны находился на прежней должности.
В мае 1946 года был назначен на должность начальника Управления планирования и боевой подготовки Сухопутных Войск, а в мае 1948 года — на должность начальника инспекционной группы — заместителя главнокомандующего Сухопутных Войск по боевой подготовке.
Генерал-лейтенант Михаил Фомич Букштынович с мая 1950 года находился в распоряжении Главного управления кадров Советской Армии и умер 28 июня того же года в Москве. Похоронен на Новодевичьем кладбище.

## Награды
- Орден Ленина (21.02.1945);
- Четыре Ордена Красного Знамени (20.02.1928[4], 17.10.1944, 03.11.1944, 6.11.1947);
- Орден Суворова 1-й (29.05.1945) и 2-й (11.10.1943) степеней;
- Орден Кутузова 1-й (06.04.1945) и 2-й (29.07.1944) степеней;
- Орден Отечественной войны 2-й степени;
- Медали;
- Иностранные награды.

## Воинские звания
- комдив (20.11.1935)
- полковник (31.12.1942)
- генерал-майор (17.11.1943)
- генерал-лейтенант (11.07.1945).